# المزموم

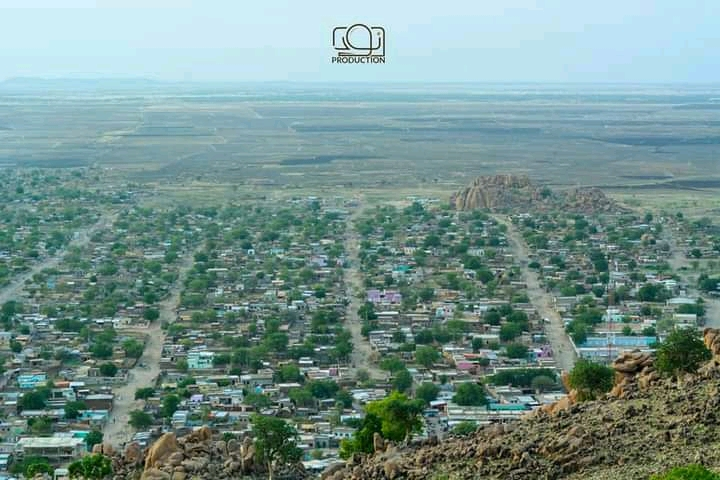
المزموم

المزموم هي مدينة في جمهورية السودان بولاية سنار في محلية الدالي وهي أكبر مدينة في المحلية.
تقع في الجنوب الشرقي للسودان تحد دولة جنوب السودان بمقاطعة الرنك على بعد 120 كيلومتر لسنجة، يتميز موقعها بأنه مركز يربط الكثير من ولايات السودان مع بعضها البعض فحدودها مع ولاية النيل الأبيض غربا وجنوبا مع ولاية النيل الأزرق بالإضافة إلى أنها منطقة حدودية مع دولة جنوب السودان فتبعد 20 كيلوا متر لدولة جنوب السودان أي أنها تقع في جنوب جمهورية السودان .
تضم مدينة المزموم ستة أرياف هي (بوزي شمالا_ القربين _ ويركت_ أبوسويلك وتقلي في الجزء الشرقي _ المجاور _ أبو عريف و أبو قرود غربا) المصدر: (عمر النعيم عمر).

## السكان
يقدّر عدد سكانها ب (44000) نسمة 22000 نسمة داخل مدينة المزموم بينما النصف الآخر فهو متوزع داخل الأرياف المصدر:(الأرشيف، وحدة المزموم الإدارية، قسم الإحصاء).

## الزراعة
يحترف سكان المزموم الزراعة والرعي فالمزموم من كبرى المناطق الزراعية على مستوى السودان بل أنها تمثل العمود الفقري لاقتصاد ولاية سنار حيث تقدر مساحتها الزراعية (1,250000) فدان المصدر (أرشيف وحدة المزموم الإدارية، قسم الغابات)، تشتهر بالزراعة المطرية في فصل الخريف الذي يبدأ في شهر مايو ويستمر حتى بداية نوفمبر من أكثر المحاصيل التي تزرع في المزموم هي الذرة الرفيعة بأنواعها المختلفة السمسم وزهرة الشمس والفول السوداني ومحصول القوار (القوار محصول نقدي يدخل في صناعة المواد الغذائة) ومحصول الصمغ العربي بجانب ذلك تعتبر المزموم من أهم المناطق التي يعتمد عليها في تأمين السودان من الناحية الجنوبية للحدود مع جمهورية جنوب السودان.